# Епт
Епт (фр. Epte) је река у Француској. Дуга је 113 km. Улива се у Сену. 